# Ulica Czarnowiejska w Krakowie
 Ulica Czarnowiejska – ulica w Krakowie, której kontynuacją jest ulica Nawojki, przecinająca Aleje Trzech Wieszczów, za skrzyżowaniem z ulicą Michałowskiego przechodząca w ulicę Dolnych Młynów.
Nazwa ulicy wywodzi się od Czarnej Wsi, która leżała na zachód od miasta. Pierwszy zapis o niej pochodzi z 1326 r. Zachowało się też wiele dokumentów mówiących o Czarnych Ogrodach: stąd pochodziły warzywa, sprzedawane na krakowskim Rynku, uprawiano także tytoń. Od 1673 r. Czarna Wieś stała się częścią przedmieścia Garbary. W dokumentach zanotowano, iż w 1869 r. Czarna Wieś razem ze swoim przysiółkiem Kawiory liczyła 490 mieszkańców i 39 domów. Czarna Wieś została włączona do Krakowa w 1910 roku.

## Galeria

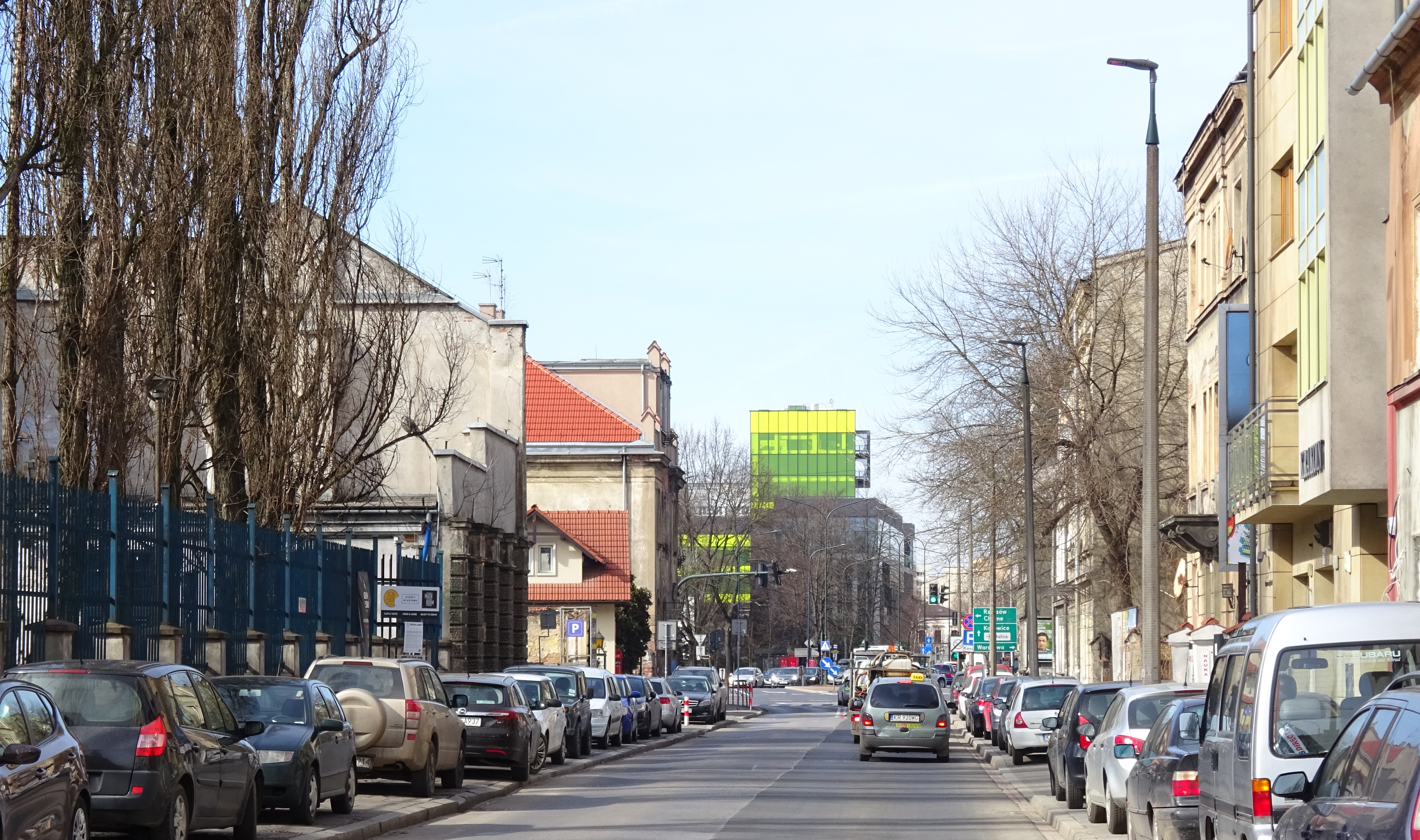
Widok ulicy od skrzyżowania z ul. Dolnych Młynów na zachód
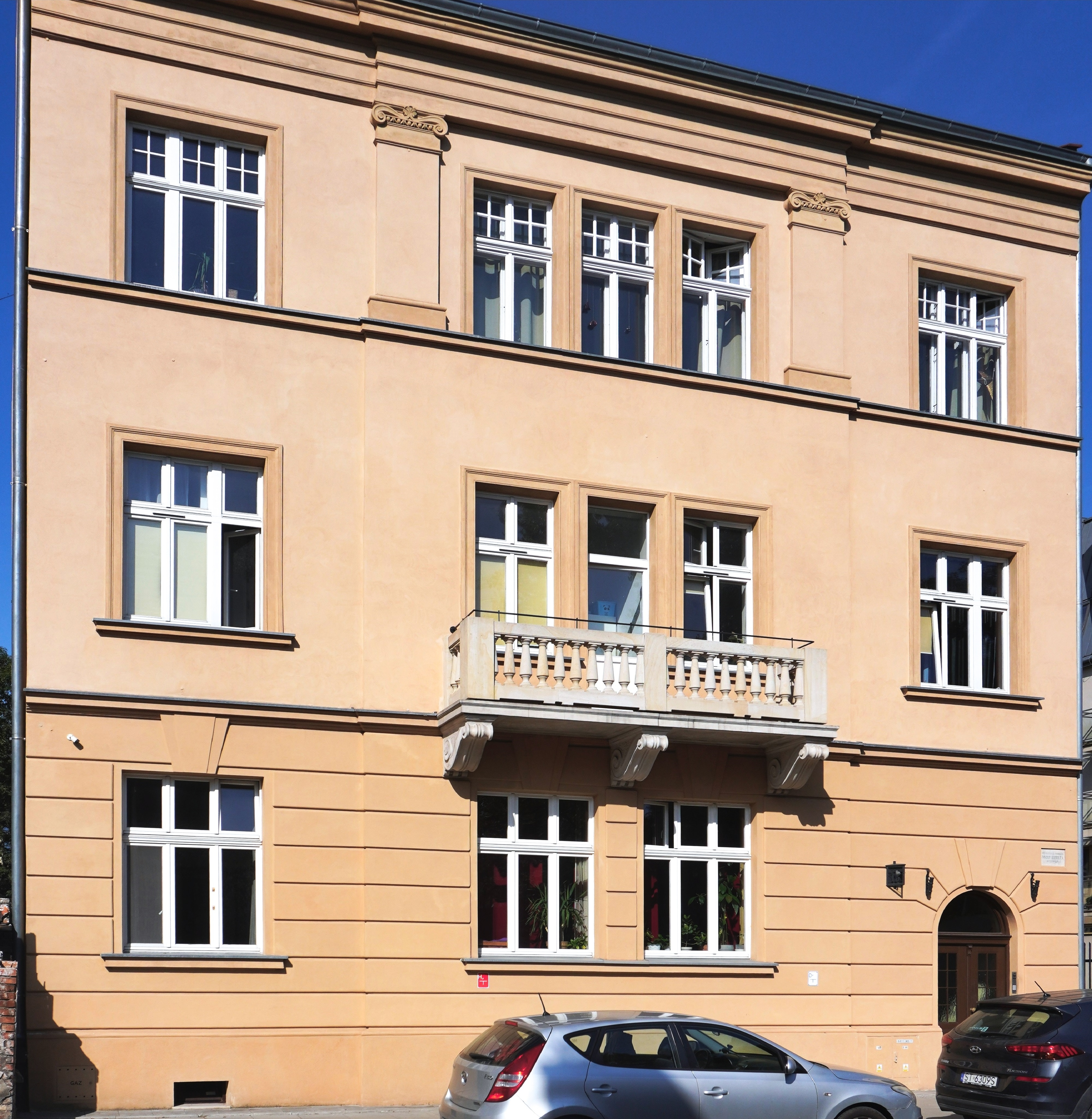
ul. Czarnowiejska 15 Kamienica (proj. Józef Bereta, 1912)
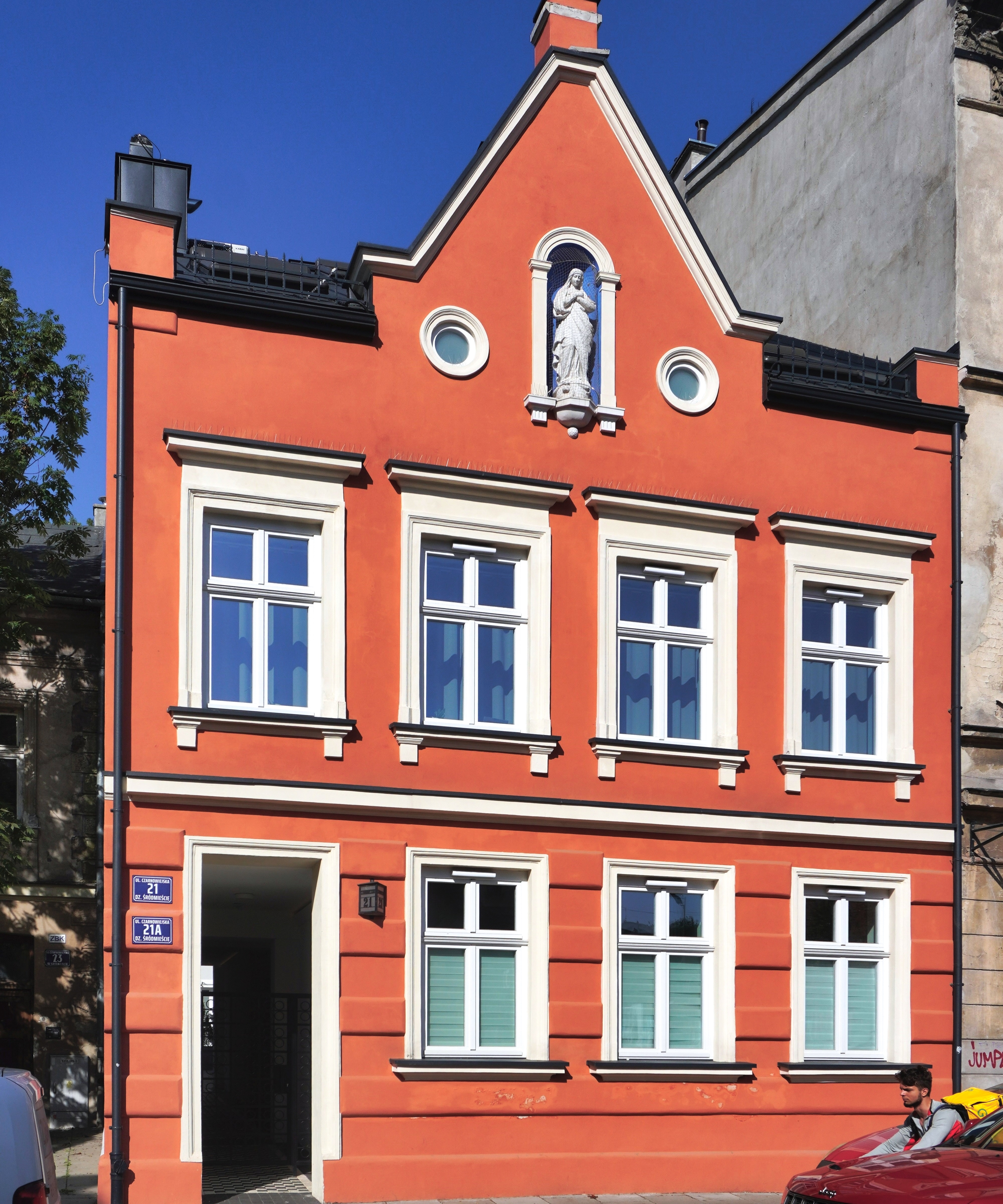
ul. Czarnowiejska 21 Kamienica (ok. 1890)
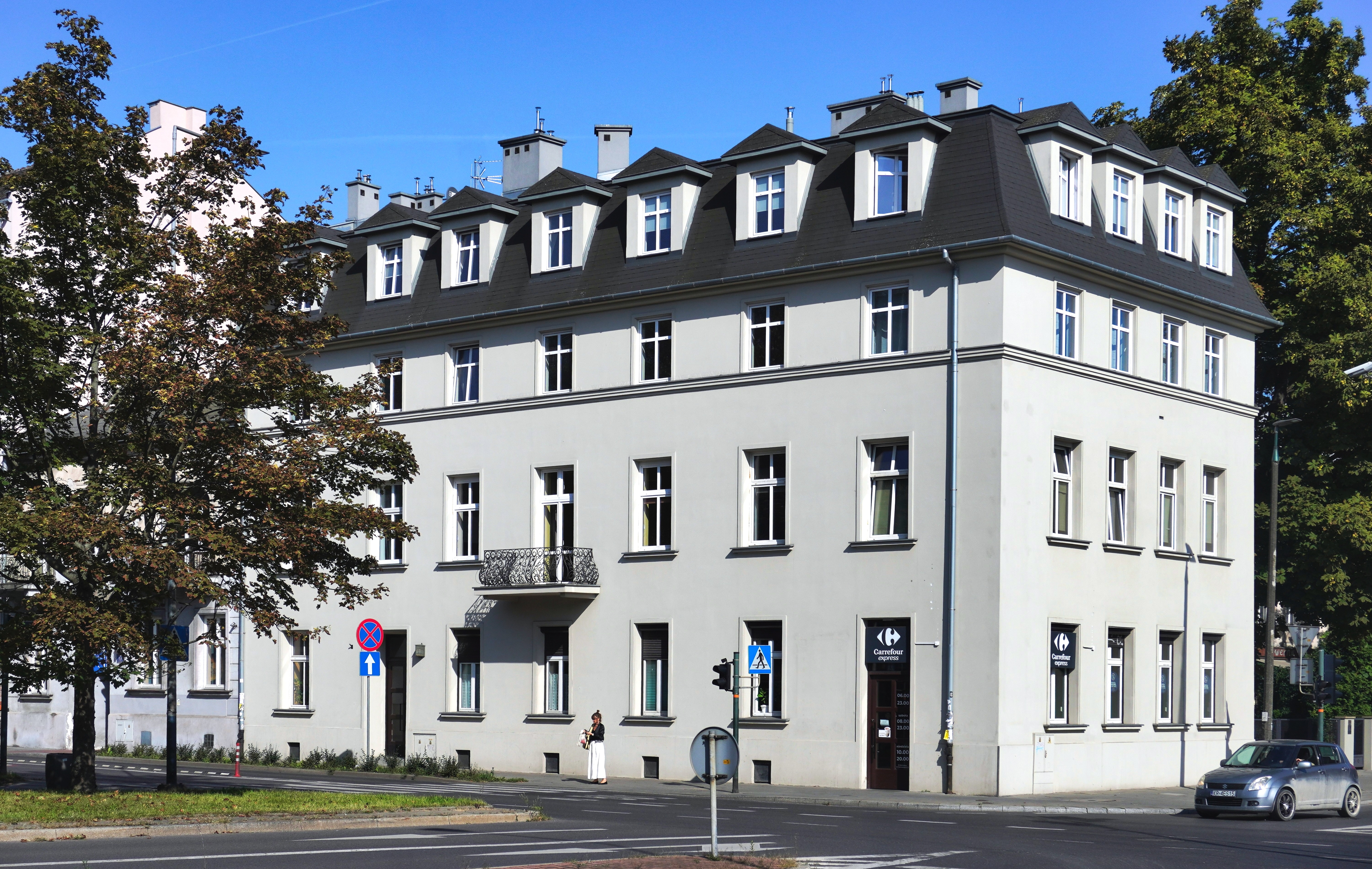
ul. Czarnowiejska 25 (al. Mickiewicza 25) Kamienica (ok. 1900)
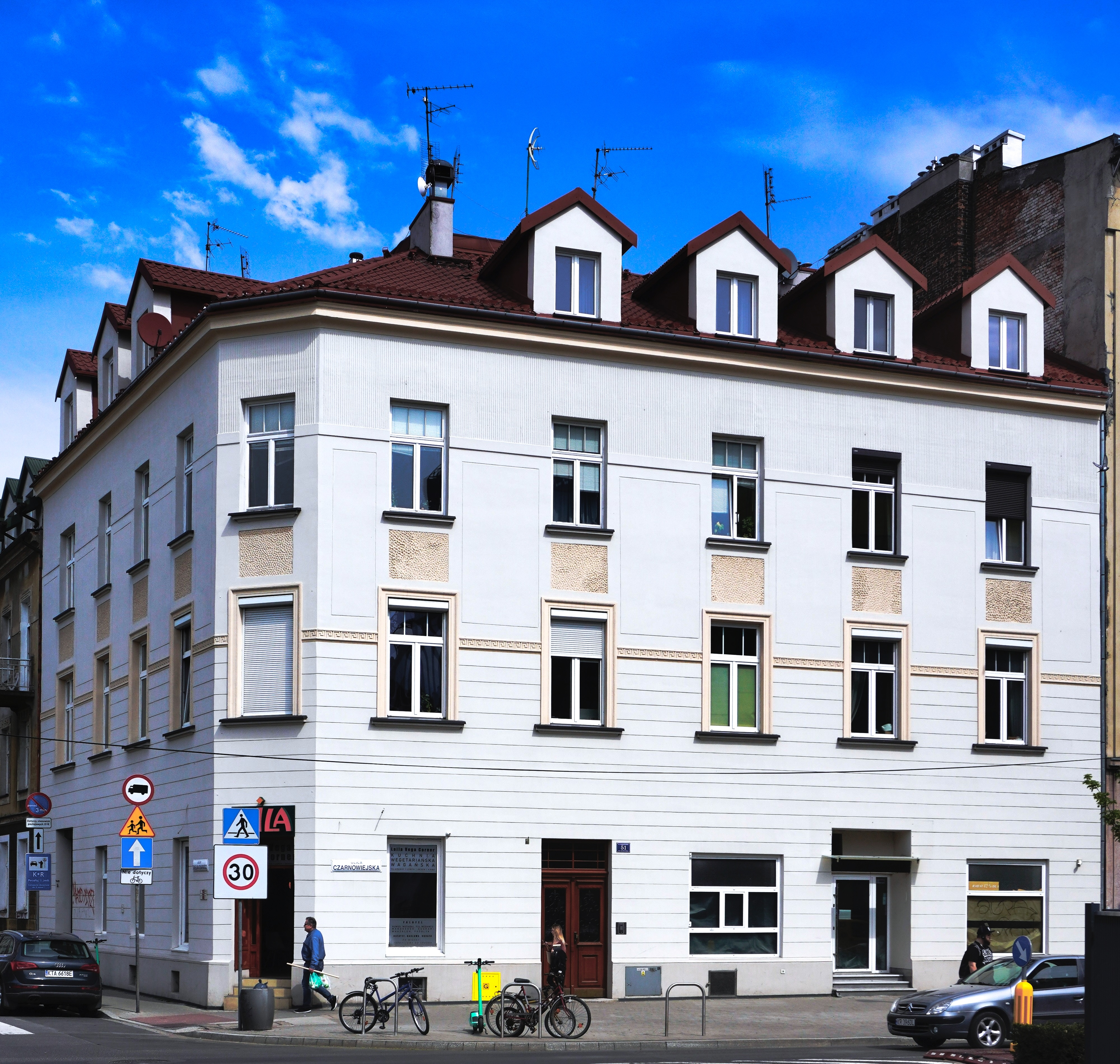
ul. Czarnowiejska 51 (ul. Konarskiego 1) Kamienica (1912)
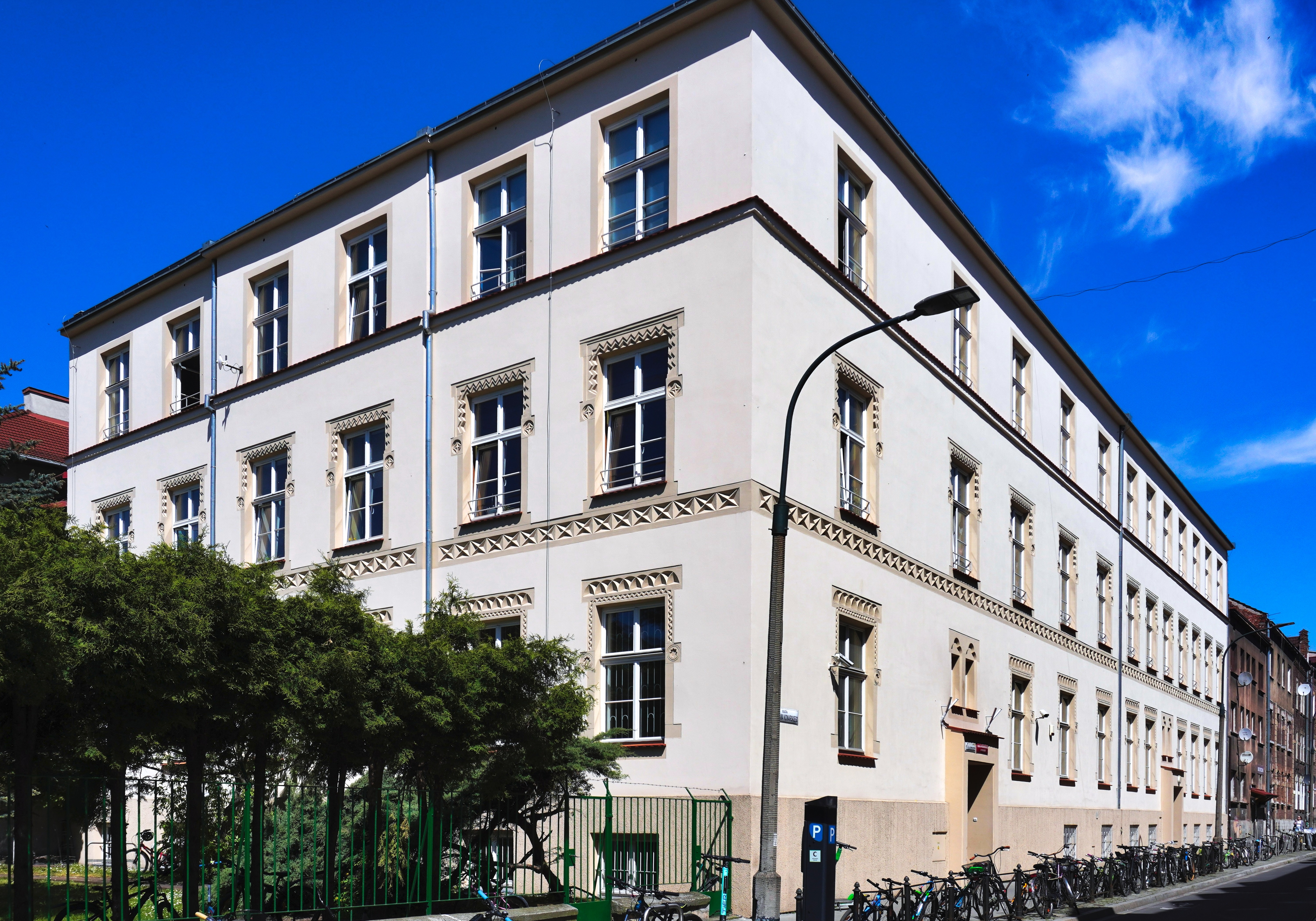
ul. Czarnowiejska 53 (ul. Konarskiego 2–4) Szkoła Podstawowa nr 33 (1902)